# Table des caractères Unicode/U104B0
Cette page contient des caractères spéciaux ou non latins. S’ils s’affichent mal (▯, ?, etc.), consultez la page d’aide Unicode.
Table des caractères Unicode U+104B0 à U+104FF (66 736 à 66 815 en décimal).

## Osage(Unicode 9.0)
Ces caractères sont utilisés pour l’alphabet osage, utilisé pour transcrire la langue osage.
Ce bloc contient les 36 lettres majuscules de l’alphabet et autant de minuscules.

### Table des caractères
| en fr   | 0 | 1 | 2 | 3 | 4 | 5 | 6 | 7 | 8 | 9 | A | B | C | D | E | F |
| ------- | - | - | - | - | - | - | - | - | - | - | - | - | - | - | - | - |
| U+104B0 | 𐒰 | 𐒱 | 𐒲 | 𐒳 | 𐒴 | 𐒵 | 𐒶 | 𐒷 | 𐒸 | 𐒹 | 𐒺 | 𐒻 | 𐒼 | 𐒽 | 𐒾 | 𐒿 |
| U+104C0 | 𐓀 | 𐓁 | 𐓂 | 𐓃 | 𐓄 | 𐓅 | 𐓆 | 𐓇 | 𐓈 | 𐓉 | 𐓊 | 𐓋 | 𐓌 | 𐓍 | 𐓎 | 𐓏 |
| U+104D0 | 𐓐 | 𐓑 | 𐓒 | 𐓓 |   |   |   |   | 𐓘 | 𐓙 | 𐓚 | 𐓛 | 𐓜 | 𐓝 | 𐓞 | 𐓟 |
| U+104E0 | 𐓠 | 𐓡 | 𐓢 | 𐓣 | 𐓤 | 𐓥 | 𐓦 | 𐓧 | 𐓨 | 𐓩 | 𐓪 | 𐓫 | 𐓬 | 𐓭 | 𐓮 | 𐓯 |
| U+104F0 | 𐓰 | 𐓱 | 𐓲 | 𐓳 | 𐓴 | 𐓵 | 𐓶 | 𐓷 | 𐓸 | 𐓹 | 𐓺 | 𐓻 |   |   |   |   |

### Historique

#### Version initiale Unicode 9.0
C'est actuellement la seule version publiée de ce bloc.